# オランダ号

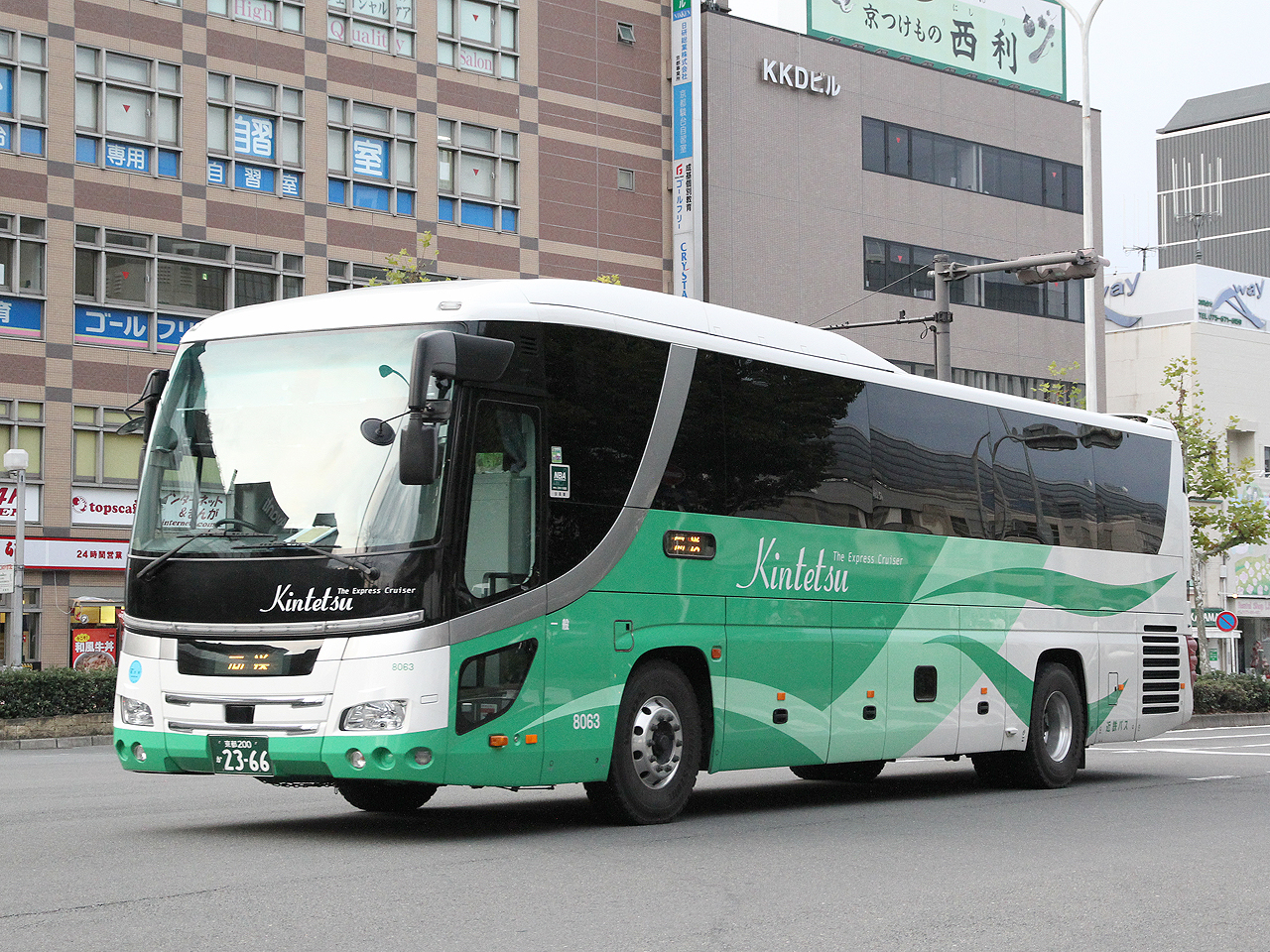
オランダ号（近鉄バス）

オランダ号（オランダごう）は、京都市、大阪市、神戸市と長崎市を結ぶ夜行高速バス路線である。

## 概要
予約指定制で、乗車前に予約をする必要がある。学割の設定はない。毎年2月に長崎市内においておこなわれるランタンフェスティバル開催期間中には特別割引が実施される。
愛称の由来は、江戸時代に長崎がオランダとの貿易で栄えたことから。
現在は関西の事業者である近鉄バスが単独で運行しているが、かつては運行開始から2018年11月30日までは長崎県側の事業者である長崎自動車（長崎バス）との共同運行だった。なお、長崎側の予約・発券等の窓口業務その他運行支援は長崎自動車も引き続き行っている。
エトランゼ号やグラバー号が廃止されたため、長崎自動車が関連した長崎市と本州を結ぶ最後の路線である。
2023年10月1日より当面運休中。

## 運行会社・運行車両
- 近鉄バス
  - 担当営業所：京都営業所
  - 原則として日野・セレガ（新型・ハイデッカー、続行便等は旧型のスーパーハイデッカー）を使用。
  - 近鉄バスの長崎側における待機・休憩・折返し整備等は長崎バス柳営業所にて行う。

## 運行概要

### 運行経路
京都市内 - 京都南IC - （名神高速道路） - 豊中IC - （阪神高速道路） - 大阪市内 - （阪神高速道路） - 神戸市内 - （阪神高速道路 - 山陽自動車道 - 中国自動車道 -  関門橋 - 九州自動車道 - 長崎自動車道） - 長崎IC - （ながさき出島道路 - 国道499号） - 長崎市内

### 停車停留所
▼：長崎行は乗車のみ・京都行きは降車のみ
▲：京都行は乗車のみ・長崎行きは降車のみ
△：京都行の降車のみ
| 停車停留所名                            | 停留所所在地 | 停留所所在地     | 乗降 | 備考                                     |
| --------------------------------------- | ------------ | ---------------- | ---- | ---------------------------------------- |
| 京都駅八条口                            | 京都府       | 京都市下京区     | ▼    | 近鉄京都駅前近鉄高速バスのりば           |
| 大阪難波駅西口（OCATビル）              | 大阪府       | 大阪市中央区難波 | ▼    |                                          |
| 大阪駅前（地下鉄東梅田駅）              | 大阪府       | 大阪市北区       | ▼    |                                          |
| ユニバーサル・スタジオ・ジャパン（USJ） | 大阪府       | 大阪市此花区     | △    |                                          |
| 神戸三宮（ミント神戸）                  | 兵庫県       | 神戸市中央区     | ▼    |                                          |
| 大村インター                            | 長崎県       | 大村市           | ▲    |                                          |
| 諫早インター                            | 長崎県       | 諫早市           | ▲    |                                          |
| 新地中華街                              | 長崎県       | 長崎市           | ▲    |                                          |
| 大波止                                  | 長崎県       | 長崎市           | ▲    |                                          |
| 長崎駅前南口                            | 長崎県       | 長崎市           | ▲    | アミュプラザ長崎隣接のホテルニュー長崎前 |
| ココウォーク茂里町                      | 長崎県       | 長崎市           | ▲    |                                          |

- 大阪市内では京都行と長崎行では停車順が異なり、京都行では神戸三宮→USJ→OCAT→大阪駅前→京都駅の順に停車する。長崎行はUSJには停車しない。
- 大阪駅前は正規便（1号車）のみが停車し、臨時便（2号車以降）は通過となる。

#### 途中休憩
- 長崎行は、福石PA（山陽自動車道・岡山県備前市）と、大村湾PA（長崎自動車道・長崎県東彼杵郡東彼杵町）
- 大阪・京都行は、吉志PA（九州自動車道・福岡県北九州市門司区）

※これ以外にも乗務員交代と車両点検のために停車するSA・PAがあるが乗客が下りることは出来ない。

## 沿革

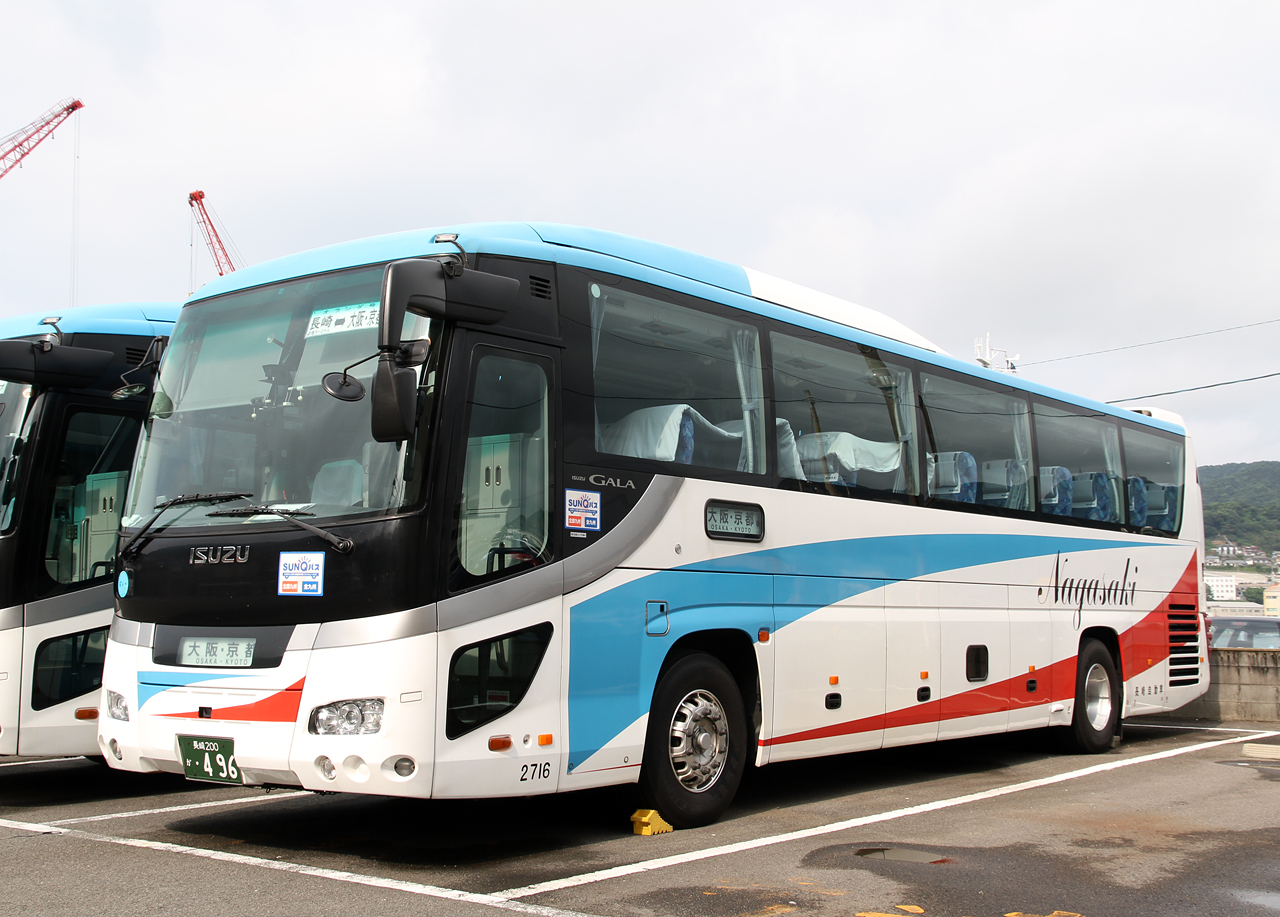
かつては長崎自動車と共同運行していた

- 1988年（昭和63年）12月22日 - 近畿日本鉄道（近鉄　現：近鉄バス）・長崎自動車（長崎バス）の2社共同運行体制において運行開始[2]。
  - 当初の停留所：長崎新地ターミナル - 大橋 - 諫早インター - 大村インター - 上本町バスセンター - あべの橋バスステーション
  - 近鉄便の担当営業所は当初布施営業所、のちに八尾営業所に変更された。
- 1997年（平成9年）4月 - 新たになんば（OCATビル）に停車。
- 2001年（平成13年）3月30日 - 上り便のみUSJ乗り入れ開始[3]。
  - また、翌日3月31日においてこれまで長崎県交通局が運行していた京都 - 長崎線「きょうと号」「ながさき号」が廃止される。
- 2002年（平成14年）5月9日 - 京都まで延伸。大阪 - 京都間は名神道経由として新たに名神道上に3箇所（名神茨木インター・名神高槻・名神大山崎）停車。上り便のUSJと下り便の上本町バスセンターの停車を廃止。陣営は全く異なるが、事実上において京都 - 長崎線の路線復活となる。尚、京都延伸に伴い近鉄便の担当営業所はこれまでの八尾営業所から京都営業所に変更された。
- 2003年（平成15年）9月1日 - 長崎市内に打坂・道の尾・住吉・宝町・長崎駅前南口・大波止の各停留所を新たに追加。これに伴い、これまでの長崎バイパス川平IC経由昭和町ルートから川平有料道路井手園出入口経由へ経路変更。
- 2004年（平成16年）7月17日 - 大阪市内の乗降場所として新たに梅田（大阪駅前・地下鉄東梅田駅）を追加。
- 2008年（平成20年）9月22日 - ココウォーク茂里町での乗降扱いを開始。宝町での乗降扱いは前日をもって終了。
- 2018年（平成30年）12月1日 - 長崎自動車が運行から撤退し、近鉄バスの単独運行になる。
- 2019年（平成31年・令和元年）
  - 2月1日 - 新たに神戸三宮（ミント神戸）へ停車開始と共に、京都行きのみUSJへの乗り入れを再開。長崎自動車陣営における神戸三宮への停車は「エトランゼ号」廃止以来約8年ぶりとなる。これに伴い、あべの橋バスステーション（JR天王寺駅）・名神茨木インター・名神高槻・名神大山崎への停車を廃止[4]。
  - 6月21日 - 運賃改定[5]。
- 2020年（令和2年）4月10日 - 新型コロナウイルス感染拡大の影響により、この日の京都出発便より（長崎出発便は翌4月11日より）同年5月6日の京都出発便まで（長崎出発便は翌5月7日まで）運休[6]。
- 2021年（令和3年）
  - 1月17日 - この日の京都出発便より（長崎出発便は翌1月18日発より）同年3月10日の京都出発便まで（長崎出発便は翌3月11日まで）運休[7][8]。
- 2022年（令和4年）
  - 2月1日 - 運行経路が長崎バイパス・川平有料道路経由からながさき出島道路経由に変更となる。これにより長崎側の起終点が長崎新地ターミナルからココウォーク茂里町となる。
  - 10月1日 - 長崎新地ターミナルの名称を「新地中華街」へ改称。
- 2023年（令和5年）10月1日 - 当面の間運行休止。

## 車内設備
- ハイデッカー
- 3列スリーピング独立シート
- 通路カーテン
- 化粧室
- 毛布・スリッパ
- 座席コンセント
- Wi-Fi（無線LAN）
- プラズマクラスターエアコン
  - 上記はあくまで本務車（1号車）のみの設備。臨時便（2号車以降）・本務車都合時は場合によって4列シート車または化粧室無しの貸切車となる場合あり。